# Autoridad Metropolitana de Autobuses
La Autoridad Metropolitana de Autobuses, también conocida por sus siglas AMA, es la corporación pública encargada de proveer el servicio de transporte colectivo en autobuses en el área metropolitana de San Juan de Puerto Rico. Es operada por el Departamento de Transportación y Obras Públicas (DTOP) y la Autoridad de Transporte Integrado (ATI).

## Antecedentes
La Autoridad Metropolitana de Autobuses se creó como una corporación pública el 11 de mayo de 1959. Su antecesora fue la compañía privada White Star Bus Line, la cual operaba autobuses entre el Viejo San Juan, Santurce y Río Piedras.  Dicha compañía fue expropiada por el gobierno de Puerto Rico como bien de interés público para dar paso entonces a un sistema de transporte colectivo público. Las operaciones de la AMA se integrarían más tarde al Departamento de Transportación y Obras Públicas en 1973 y fusionadas con la Autoridad de Transporte Integrado en el 2014.
La AMA, el Tren Urbano y la Lancha de Cataño componen el sistema de transportación colectiva de propiedad estatal que sirve el área metropolitana de San Juan. Este sistema es complementado por rutas de autobuses municipales o trolleys y porteadores públicos.

## Operaciones
La AMA ofrece servicios en los municipios de San Juan, Guaynabo, Bayamón, Cataño, Toa Baja, Trujillo Alto, Carolina y Loíza a través de una red de 32 rutas de autobús, incluyendo 4 rutas expreso.
La mayoría de las rutas brindan servicio de lunes a viernes de 5:00 a. m. a 9:00 p. m.; y sábados y días feriados de 6:00 a. m. a 8:00 p. m.. Solo las rutas E30, E40 y T3 ofrecen servicio los domingos. Se recomienda dar una señal al chofer al acercarse el autobús a la parada.

## Tarifas
Las tarifa regular de la AMA es de USD $0.75 centavos para la mayoría de sus rutas. Las ruta E20 y E30 cuenta con una tarifa de $2.00. El servicio de autobuses paratránsito conocido como Llame y Viaje y dirigido a pasajeros con diversidad funcional tiene una tarifa de $1.50.
El pago de la tarifa debe ser realizado al abordar el autobús utilizando cambio exacto o una tarjeta de viaje disponible en las estaciones del Tren Urbano. El uso de dicha tarjeta le permite realizar transferencias gratuitas del tren a los autobuses dentro de un periodo de dos horas.
| Servicio                            | Servicio regular | Ruta E20/E30 (MU) |
| ----------------------------------- | ---------------- | ----------------- |
| Público en general (3 años o más)   | $0.75            | $2.00             |
| Niños de 0-2 años                   | Gratis           | Gratis            |
| Programa de Descuento de Estudiante | $0.60            | $1.00             |
| Programa Dorado                     | Gratis           | Gratis            |
| Programa Media Tarifa               | $0.75            | $1.00             |
| Llame y Viaje                       | $1.50            |                   |
| Tarjeta ilimitada TU/AMA            |                  |                   |
| Viajes por un (1) día               | $5.00            |                   |
| Viajes por siete (7) días           | $15.00           |                   |
| Viajes por treinta (30) días        | $50.00           |                   |
| Viajes por noventa (90) días        | $90.00           |                   |

## Rutas
La ATI gestiona la operación de 32 rutas de autobús en el área metropolitana de San Juan; 24 operadas por la AMA y 8 por la empresa privada First Transit. El diseño de la red incluye cuatro categorías de servicio para orientar mejor al cliente y mejorar la coordinación entre los servicios de autobuses, lanchas, porteadores públicos y el Tren Urbano.
| Ruta                  | Terminales | Terminales | Terminales                            | Principales carreteras recorridas | Notas |
| --------------------- | --- | ---------- | ------------------------------------- | --- | --- |
| RUTAS EXPRESO         | Rutas con un número limitado de paradas y una trayectoria principalmente a través de carriles exclusivos o expresos.                                                                             |            |                                       | | |
| E10 (ME)              | Sagrado Corazón Estación TU | ↔          | Viejo San Juan Terminal Covadonga     | Expreso Luis Muñoz Rivera | - Servicio de lunes a viernes hasta las 8:00 p. m. - Frecuencia de 15 minutos durante periodos pico - Conocido como Metrobús Expreso |
| E20 (MU)              | Bayamón Estación TU | ↔          | Campanilla Park-and-ride              | PR-5, PR-22 | - Servicio de lunes a viernes hasta las 7:00 p. m. - Frecuencia de 15 minutos durante periodos pico - Conocido como Metro Urbano     |
| E30 (MU)              | Cupey Estación TU | ↔          | Caguas Terminal de autobuses          | PR-52 | - Servicio de lunes a domingo hasta las 7:00 p. m. - Conocido como Metro Urbano                                                      |
| E40                   | Piñero Estación TU | ↔          | Aeropuerto Internacional LMM (SJU)    | Expreso Jesús T. Piñero, The Mall of San Juan | - Servicio de lunes a domingo hasta las 8:00 p. m. - Paradas en el aeropuerto localizadas en el nivel superior - TU CONEXIÓN         |
| RUTAS TRONCALES       | Rutas primarias de conexión entre estaciones del Tren Urbano y los terminales de lancha o autobuses operando con frecuencias de 10 a 25 minutos durante los periodos pico de tráfico.            |            |                                       | | |
| T2                    | Sagrado Corazón Estación TU | ↔          | Bayamón Estación TU                   | Ave. FD Roosevelt, PR-2 | |
| T3 (M3)               | Sagrado Corazón Estación TU | ↔          | Viejo San Juan Terminal Covadonga     | Ave. Juan Ponce de León | - Servicio de lunes a domingo hasta las 11:00 p. m. - Frecuencia de 10 minutos durante periodos pico - Conocido como Metrobús        |
| T4                    | Piñero Estación TU | ↔          | Cataño Terminal de ferry              | Ave. Juan Ponce de León, Ave. Luis Muñoz Rivera, Ave. Chardón, Calle Calaf, Ave. FD Roosevelt, PR-165, PR-24                                                                          | |
| T5                    | Viejo San Juan Terminal Covadonga | ↔          | Iturregui Terminal de autobuses       | Ave. Juan Ponce de León, Ave. José de Diego, Calle Loíza, Ave. Isla Verde, Aeropuerto Internacional LMM, Marginal Los Ángeles                                                         | - Paradas en el aeropuerto localizadas en el nivel superior                                                                          |
| T7                    | Cupey Estación TU | ↔          | Carolina Terminal de autobuses        | Ave. 65 de Infantería, UPR Carolina | |
| T9                    | Cupey Estación TU | ↔          | Viejo San Juan Terminal Covadonga     | Ave. Barbosa, Ave. Borinquen, Ave. Manuel Fernández Juncos | |
| T21                   | Plaza Las Américas | ↔          | Viejo San Juan Terminal Covadonga     | Ave. Juan Ponce de León, Ave. José de Diego, Ave. Ashford, Calle Magdalena | |
| T41                   | Piñero Estación TU | ↔          | Iturregui Terminal de autobuses       | Calle Mayagüez, Ave. Barbosa, Ave. 65 de Infantería, Calle Simón Madera, Ramal 8, Ave. Campo Rico                                                                                     | |
| RUTAS DE CIRCULACIÓN  | Rutas de corta longitud transitando alrededor de estaciones del Tren Urbano o terminales de autobuses y operando con frecuencias de 20 a 30 minutos durante los periodos pico de tráfico.        |            |                                       | | |
| 1                     | Sagrado Corazón Estación TU | ↔          | Ave. 65 de Infantería                 | Ave. Juan Ponce de León, Ave. Luis Muñoz Rivera, Ave. Gándara, Ave Barbosa | - Servicio de lunes a viernes hasta las 8:00 p. m.                                                                                   |
| C22                   | Sagrado Corazón Estación TU | ↔          | Plaza Las Américas                    | Ave. Chardón, Ave. Hostos, Ave. Arterial B | - Servicio de lunes a viernes hasta las 8:00 p. m. - TU CONEXIÓN                                                                     |
| C35                   | Sagrado Corazón Estación TU | ↻          | Centro de Convenciones de Puerto Rico | Ave. Manuel Fernández Juncos, Calle Cerra, Calle Hoare, Ave. Juan Ponce de León | - Servicio de lunes a viernes hasta las 8:00 p. m. - TU CONEXIÓN                                                                     |
| C36                   | Sagrado Corazón Estación TU | ↻          | Lloréns Torres                        | Ave. Borinquen, Ave. Eduardo Conde, Calle Degetau, Marginal Baldorioty de Castro, Ave. Isla Verde, Calle Loíza, Calle Tapia, Ave. Juan Ponce de León                                  | - Servicio de lunes a viernes hasta las 8:00 p. m. - TU CONEXIÓN                                                                     |
| 43                    | Iturregui Terminal de autobuses | ↻          | Plaza Escorial                        | Ave. Pontezuela, Ave. Galicia, Ave. Campo Rico, PR-190, Ave. Paseo de los Gigantes, Ave. Fidalgo Díaz, Ave. Jesús M. Fragoso, PR-3, Ave. El Comandante                                | |
| 44                    | Carolina Terminal de autobuses | ↻          | Ave. Campo Rico                       | Ave. Dr. Sánchez Castaño, Calle Eloy Hernández, Calle Inocencio Cruz, Ave. Calderón, Ave. Paseo de los Gigantes, Ave. Roberto Clemente, Calle 419, Ave. Campo Rico, Ave. Fidalgo Díaz | |
| RUTAS DE DISTRIBUCIÓN | Rutas de conexión entre estaciones del Tren Urbano, terminales de lanchas o autobuses con sectores suburbanos y rurales. Las frecuencias de servicio de los autobuses varían de 30 a 90 minutos. |            |                                       | | |
| 6                     | Carolina Terminal de autobuses | ↔          | Iturregui Terminal de autobuses       | Ave. Campo Rico, Ave. Sánchez Osorio, Ave. Jesús M. Fragoso | |
| 8                     | Piñero Estación TU | ↔          | Martínez Nadal Estación TU            | Ave. Jesús T. Piñero | |
| 15                    | Cupey Estación TU | ↔          | Sagrado Corazón Estación TU           | Calle Quisqueya, Ave. Barbosa, PR-181, Calle José de Diego (Río Piedras) | |
| 17                    | Cupey Estación TU | ↔          | Piñero Estación TU                    | Estación Centro Médico, Ave. San Patricio, Ave. Jesús T. Piñero, Ave. Andalucía, Ave. FD Roosevelt, Ave. Domenech                                                                     | |
| 18                    | Cupey Estación TU | ↔          | Alturas de Cupey                      | Ave. Ana G Méndez, Ave. Lomas Verdes, Ave. Winston Churchill, Ave. Las Cumbres, Calle Ceciliana                                                                                       | |
| 19                    | Martínez Nadal Estación TU | ↔          | Centro Médico Estación TU             | Ave. San Patricio, Ave. FD Roosevelt, Ave. De Diego, Ave. Américo Miranda | |
| 26                    | Piñero Estación TU | ↔          | Trujillo Alto Plaza                   | Ave. Gándara, Calle de Diego, PR-181, Ave. Park Gardens, Ave. Frontera, PR-846, Ave. A, Ave. Venus, PR-199                                                                            | |
| 27                    | Martínez Nadal Estación TU | ↔          | Guaynabo                              | Ave. Francisco Paz Granela, Ave. Lomas Verdes, Camino Alejandrino, Ave. Esmeralda, Calle Carazo, PR-886                                                                               | |
| 31                    | Cupey Estación TU | ↔          | Ave. Emiliano Pol                     | Ave. Paraná, Ave. Lomas Verdes, Ave. Las Cumbres, Ave. Emiliano Pol | |
| 37                    | Bayamón Estación TU | ↔          | Cataño Terminal de ferry              | PR-167, Ave. Sabana Seca, CDT Toa Baja, Calle Dr. Diego Álvarez Chanca, Boulevard Levittown, PR-165, Ave. Las Nereidas                                                                | |
| 45                    | Sagrado Corazón Estación TU | ↔          | Loíza                                 | Calle Sagrado Corazón, Calle Tapia, Ave. Isla Verde, PR-187 | |
| 53                    | Viejo San Juan Terminal Covadonga | ↔          | Aeropuerto Internacional LMM (SJU)    | Ave. Ashford, Calle Magdalena, Calle McLeary, Ave. Isla Verde | - Paradas en el aeropuerto localizadas en el nivel superior                                                                          |
| 91                    | Bayamón Estación TU | ↔          | Santa Juanita                         | Ave. Bobby Capó, Ave. Main, PR-174, UPR Bayamón, Ave. Laurel, Ave. Santa Juanita, Ave. Hostos, Ave. Minillas                                                                          | |
| 92                    | Bayamón Estación TU | ↔          | Magnolia Gardens                      | PR-174, Ave. Lomas Verdes, Ave. Santa Juanita, Ave. Magnolia | |

| Leyenda Operado por First Transit 1Incluye cambios efectuados el 30 de octubre de 2023 2Los periodos pico de servicio son de 6:00am-9:00am y de 3:00pm-6:00pm |

## Centros de transbordo
- Centro de Transferencias de Río Piedras (Terminal Capetillo): T7, T9, T41, 1, 15, 26, autobuses municipales, públicos
- Centro de Transferencias TU Centro Médico: 17, 19
- Terminal de Bo. Campanilla: E20, autobuses municipales
- Terminal de Carolina: T6, T7, 44, autobuses municipales
- Terminal de Cataño: T4, 37, autobuses municipales, públicos
- Centro de Transferencias de Hato Rey: TU Roosevelt, T2, T4, 1
- Terminal de Iturregui: T5, T6, T41, 43, autobuses municipales
- Terminal de Viejo San Juan (Covadonga): E10, T3, T5, T9, T21, 53, autobuses municipales, públicos
- Terminal TU Bayamón: E20, T2, 37, 91, 92, autobuses municipales, públicos, trolley Universidad Interamericana Bayamón
- Terminal TU Cupey: E30, T7, T9, 15, 17, 18, 31, trolley Universidad Interamericana Metro
- Terminal TU Martínez Nadal: T8, 19, 27, autobuses municipales
- Terminal TU Piñero: T4, T8, T41, 26
- Terminal TU Sagrado Corazón: E10, T2, T3, T9, T21, 1, 15, 22, 35, 36, 45, autobuses municipales, públicos, Dolphy-Universidad del Sagrado Corazón

## Flota de autobuses activos

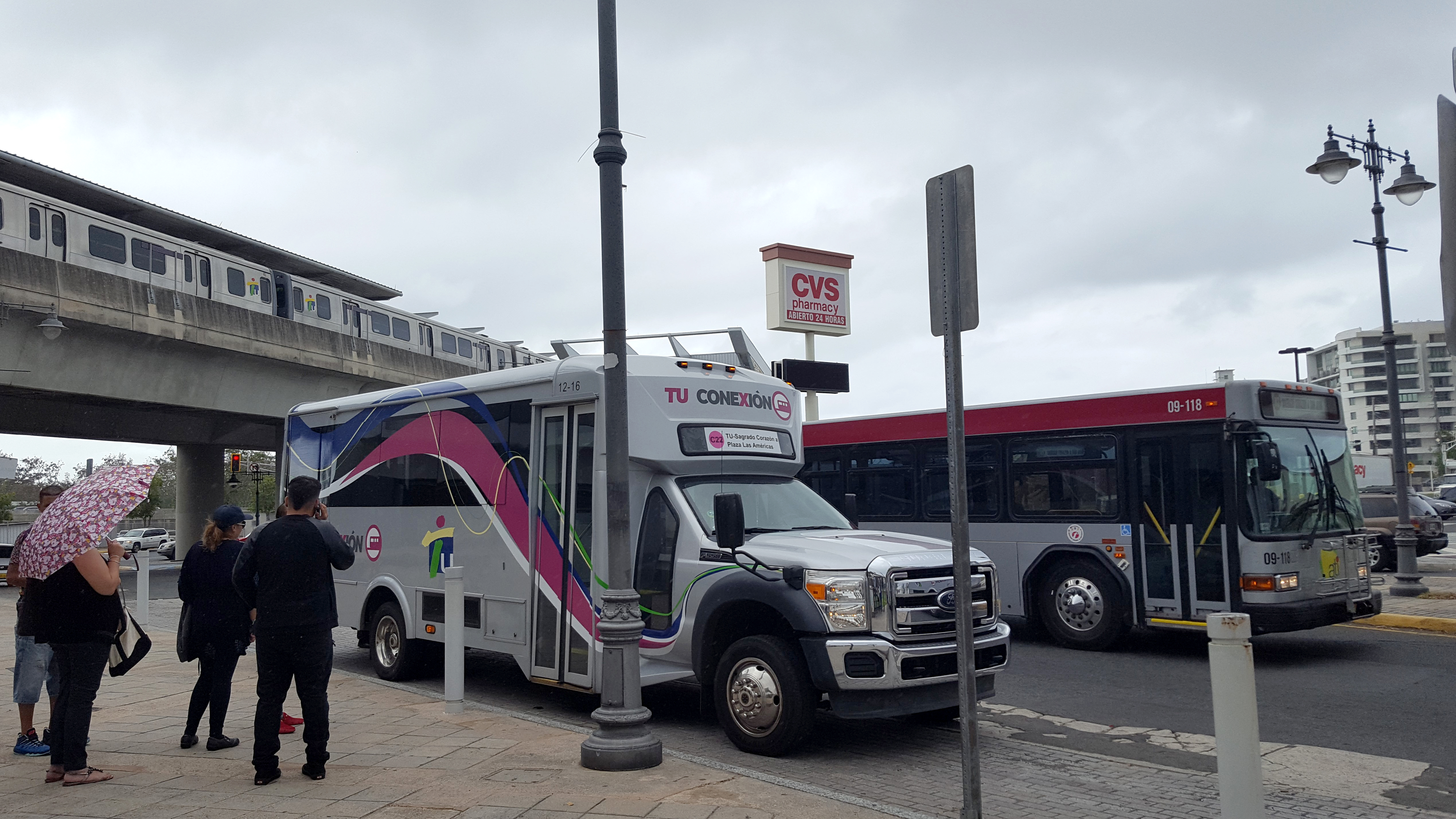
Estación Sagrado Corazón.

La AMA cuenta con un total de 149 autobuses en su flota activa,[cita requerida] cuyas unidades más antiguas son los autobuses NovaBus RTS30' construidos en el 2002 y las más recientes las NovaBus LFS construidas en el 2019. Además, AMA también cuenta con una flota de Orión V, New Flyer DE35LF, y una flota de 10 sub's Baby RTS que se utilizan en las rutas cortas, como la D45. Además opera por primera vez una flota de 33 autobuses suburbanos de una puerta modelo Ford F55O usados para el sistema TU CONEXIÓN operado por First Transit.
First Transit, concesionaria subcontratada para operar siete rutas, utiliza una flota compuesta principalmente por Gillig Low Floors construidas en 2009 y provenientes del Regional Transportation District of Denver.
| TIPO                      | AÑO             | LONGITUD | NOTAS |
| ------------------------- | --------------- | -------- | ----- |
| Gillig Phantom            | 1994            | 40'      |       |
| Gillig Low Floor          | 2009            | 40'      |       |
| NovaBus RTS               | 2002            | 30'      | 1     |
| Orion V                   | 2004-2005, 2007 | 35'      |       |
| New Flyer DE35LF          | 2005, 2007      | 35'      |       |
| Orion VII Next Generation | 2010            | 40       |       |
| NABI 42-BRT               | 2012            | 42'      | 2     |
| NABI 60-BRT               | 2012            | 60'      | 2     |
| Ford F550 Glaval Suburban | 2012            | 25       |       |
| NovaBus Smart LFS         | 2013-2014       | 40'      |       |

Notas
- 1: Utilizado principalmente en rutas cortas
- 2: Utilizado en ruta E20 y E30

## Flota de autobuses inactivos
| TIPO                       | AÑO       | LONGITUD |
| -------------------------- | --------- | -------- |
| Flxible Twincoach Old Look | 1946      | 35'      |
| GMC Old Look               | 1953-1954 | 40'      |
| Mack Trucks Old Look       | 1955      | 40'      |
| Mack Trucks New Look       | 1960      | 40'      |
| GMC New Look               | 1962-1963 | 35'      |
| GMC New Look               | 1966-1968 | 35'      |
| Flxible New Look           | 1970,1972 | 35'      |
| GMC New Look               | 1976      | 35'      |
| GMC RTS II                 | 1980,1983 | 35'      |
| MAN SG-310                 | 1984      | 60'      |
| Grumman 870 ADB            | 1987      | 40'      |
| Flxible Metro              | 1988      | 40'      |
| Flxible Metro              | 1990      | 30'      |
| Flxible Metro              | 1991      | 35'      |
| TMC Methanol Powered RTS   | 1992      | 40'      |
| Flxible Metro              | 1995      | 40'      |
| Nova Bus RTS               | 1997-2000 | 40'      |
| Nova Bus LFS               | 1999      | 40'      |

## Reestructuraciones del servicio

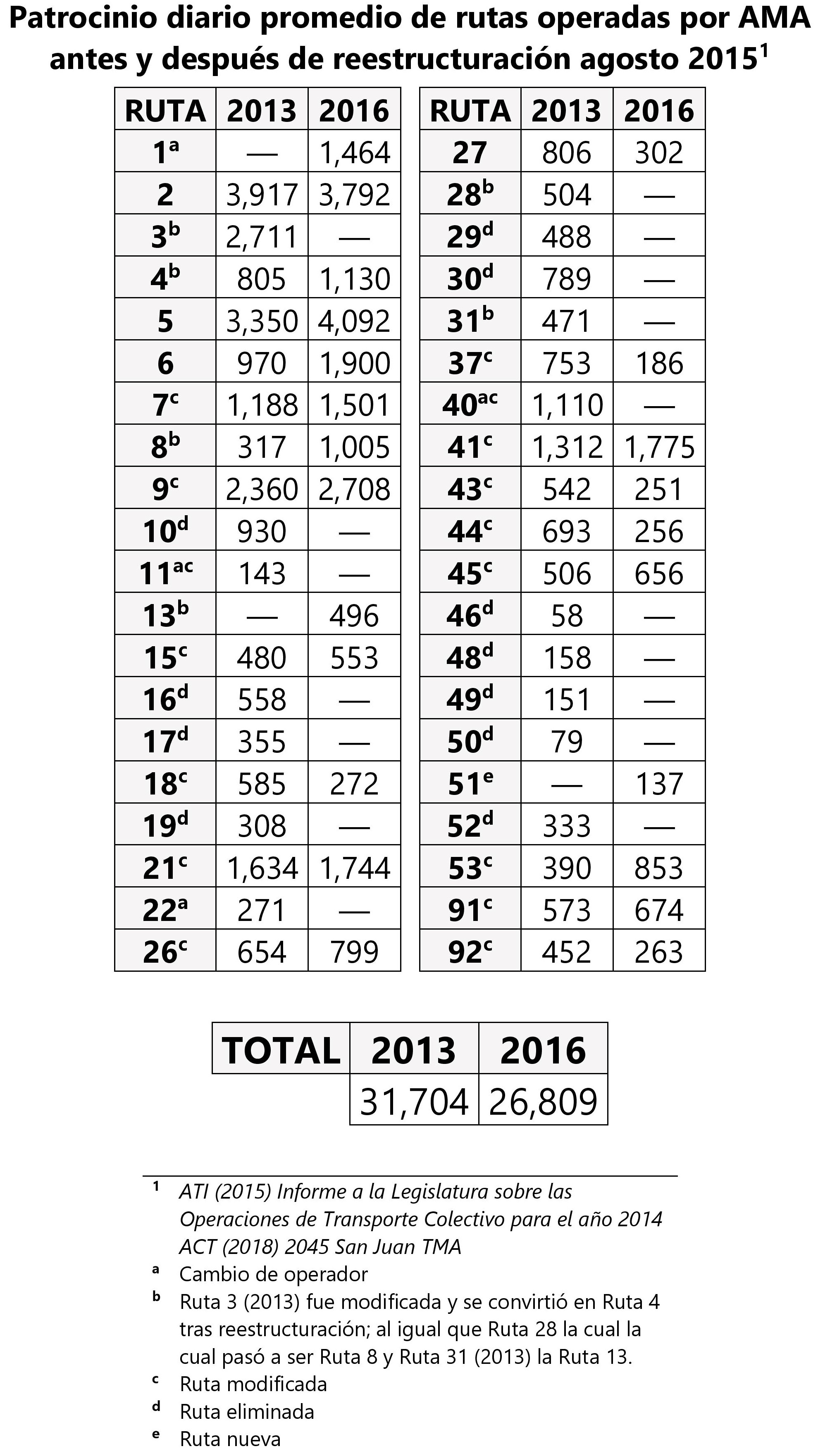
Patrocinio de rutas operadas por AMA.

A través de los años las reestructuraciones del sistema de autobuses se han caracterizado por la falta de participación ciudadana y la poca información provista por el DTOP, AMA y las agencias concernientes. Ninguna de dichas reestructuraciones ha logrado resolver efectivamente los problemas que por décadas han sido señalados por los usuarios como: el incumplimiento con horarios, largas esperas en las paradas, servicio al cliente deficiente y falta de información. Aunque desde inaugurado el Tren Urbano en 2004 las diferentes reestructuraciones se han justificado principalmente sobre la base de la necesidad de integrar los diversos servicios de transportación colectiva en el área metropolitana de San Juan, el sistema se ha mantenido fraccionado en una variedad de operadores estatales, municipales y privados sin una coordinación en conjunto. 

### Reestructuraciones 2008-2010
En agosto de 2008 la AMA implantó una reestructuración del servicio, la cual incluyó nuevas rutas y modificaciones a las rutas existentes. Las nuevas rutas incluidas fueron las B7, C53, C91, C92 y MIII; las rutas existentes se reestructuraron para crear conexiones más fáciles al Tren Urbano. Además, el entonces gobernador Aníbal Acevedo Vila firmó una orden ejecutiva para brindar gratuitamente los servicios de la AMA a partir del 11 de agosto hasta el 31 de diciembre de 2008. Aunque dicha movida fue realizada en año electoral, se anunció como medida para atraer más pasajeros al servicio y reducir el uso del automóvil en el área metropolitana de San Juan.
Sin embargo, una vez se retornó al cobro del servicio de la AMA en el 2009, las quejas hacia la lentitud e ineficacia del sistema aumentaron, sobre todo entre los usuarios de rutas en Carolina y Río Piedras, quienes protestaron la desaparición de algunas rutas directas y el gran atraso que les causaba el esperar los nuevos relevos en los terminales de Iturregui y Capetillo. En vista del peligro de perder usuarios, el entonces Secretario del DTOP bajo la administración del gobernador Luis Fortuño, Rubén Hernández Gregorat, ordenó una nueva reestructuración del sistema para restablecer algunas rutas eliminadas en el 2008 y modificar otras para lograr mayor rapidez en el servicio. No obstante, dichos cambios generaron mucha confusión entre los usuarios del sistema, quienes nuevamente se mostraron insatisfechos con la calidad del servicio. 

#### Servicio especial Mayagüez 2010
Para los XXI Juegos Centroamericanos y del Caribe en el 2010 el Departamento de Transportación y Obras Públicas de Puerto Rico estableció un sistema de transporte colectivo en Mayagüez operado con 20 autobuses eléctricos Orion VII «Next Generation» recién adquiridos para la AMA. Estos autobuses eléctricos fueron estrenados durante la realización de los Juegos, transportando pasajeros a lo largo de la Carretera 2 y algunas calles principales de Mayagüez. Este servicio fue suspendido una vez finalizó Mayagüez 2010, pero gozó de una gran patrocinio por el público que asistió a los Juegos.

#### ATI y la reestructuración 2014-2015
En diciembre de 2013 la administración del gobernador Alejandro García Padilla sometió ante la consideración de la Asamblea Legislativa un proyecto de ley que buscaba fusionar la AMA, la Autoridad de Transporte Marítimo (ATM) y las operaciones del Tren Urbano en una sola corporación pública. El propósito de este proyecto, además de generar eficiencias y maximizar el uso de los recursos, era concentrar en una sola junta de directores y cuerpo gerencial la planificación y coordinación de los diferentes servicios de transportación colectiva de propiedad estatal. Con la oposición de los sindicatos, el gobernador García Padilla firmó en agosto de 2014 el proyecto de ley que creó de la Autoridad de Transporte Integrado de Puerto Rico. Según establecido por la ley, la fusión de las corporaciones públicas no se completaría hasta tanto las agencias federales concernientes certificaran a esta nueva corporación como recipiente de fondos federales. 
Paralelo a la discusión y aprobación del proyecto que creó a la ATI, en agosto de 2014 la AMA propuso la eliminación de veintitrés rutas de las treinta y siete que eran ofrecidas directamente por dicha corporación pública. El plan de reestructuración consistía en delegar la operación de las rutas eliminadas a los municipios y porteadores públicos con el propósito de lograr economías y un mejor servicio en las rutas con mayor demanda. Este plan de reestructuración sufrió cambios y fue implantado en tres fases; las primeras dos durante el mes de agosto de 2015 y la tercera en marzo de 2016. El resultado final fue la modificación de veintiún rutas, la eliminación de quince rutas ofrecidas directamente por la AMA y el aumento en la cantidad de rutas ofrecidas por la empresa First Transit; de cuatro rutas a siete. Además, el horario de servicio fue reducido y el servicio dominical fue limitado a solo dos rutas. Este plan también incorporó a los porteadores públicos en el ofrecimiento de los servicios a través de incentivos económicos otorgados por la ATI para complementar el servicio en cinco rutas de baja frecuencia.